# Splendrillia minima
Splendrillia minima é uma espécie de gastrópode do gênero Splendrillia, pertencente a família Drilliidae.